# Якоб фон Щубенберг-Капфенберг
Якоб фон Щубенберг-Капфенберг (немски: Jacob Graf von Stubenberg in Kapfenberg; * 1374; † между 2 май 1434 и 28 март 1435) е граф на Щубенберг и господар на Капфенберг в Щирия, Австрия, през 1418 – 1419 г. императорски ландесхауптман.

## Произход
Той е син (от седем деца) на граф Фридрих фон Щубенберг († 29 ноември 1371) и съпругата му Елизабет фон Лихтенщайн-Фрауенберг († пр. 24 декември 1364), дъщеря на Рудолф I фон Лихтенщайн-Фрауенберг († сл. 1343) и Елизабет фон Валзе († сл. 1326). Баща му се жени втори път за Карара и трети път пр. 25 март 1370 г. за Анна фон Петау († пр. 1381), която се омъжва втори път пр. 1375 г. за Албрехт фон Потендорф († 1394).
През 13 век Щубенбергите построяват замък Оберкапфенберг, който четири столетия става тяхно жилище и център на управлението на господството им.

## Фамилия
Първи брак: на 21 юли 1394 г. с Анна фон Лихтенщайн-Мурау († пр. 11 август 1418), дъщеря на Йохан I фон Лихтенщайн-Мурау († пр. 19 октомври 1395) и Анна фон Петау († сл. 1377). Те имат децата:
- Йохан III (Ханс) фон Щубенберг-Капфенберг († май 1462), императорски ландесхауптман (1435 – 1450), женен пр. 11 ноември 1430 г. за Анна фон Пернек († 28 септември 1463); имат трима сина
- Кресценция фон Щубенберг, омъжена за Конрад фон Крайгх

Втори брак: ок. 1419 г. с Барбара фон Еберсторф († сл. 1419), дъщеря на Йохан III фон Еберсторф-Волфпасинг и Кунегунда фон Еренфелс. Те имат децата:
- Анна фон Щубенберг († пр. 24 юни 1479), омъжена ок. 1 юли 1444 г. за Никлас I фон Лихтенщайн (* ок. 1419; † 1499/1500), маршал на Каринтия
- Марта фон Щубенберг
- Маргарета фон Щубенберг